# 鄧芳
鄧芳（1879年—1955年），廣東三水縣人，中國武術家。擅洪拳，屬黃飛鴻一脈，人稱「西關老虎」。

## 生平
鄧芳自幼在鄉中跟隨父親學習武藝和醫術，成長後到廣州長壽里的德星里黃佑武館習藝，隨後到華林寺拜冼靈大師習藝。又隨黃飛鴻弟子林世榮學習拳技，後在「翁和堂」洪拳名師帥老郁介紹下，隨黃飛鴻深造武藝及跌打醫術。期間鄧芳於西關財神廟頭炮活動中協助「翁和堂」，以三星扱槌擊敗「錦綸堂」袁開，又於樂善戲院困獸打鬥一役協助林世榮衝出重圍，因而聲名大噪，獲得「西關老虎」稱號。但因樂善戲院一事，他被清政府通緝，其後去了南洋吉隆坡發展，在宋溪山的錫礦場當管工兩年。至清政府被推翻後，鄧芳重回廣州，獲黃飛鴻批准，在西關開設武館「義勇堂」授徒。
1948年，鄧芳應九龍首飾工會、東區鮮魚買手商會，邀請傳授拳技及獅藝，漸漸成為洪拳在香港的其中一個主流。

## 徒弟
- 周永德[2]
- 何立天